# Лукас Брамбілла
Лукас Піветта Брамбілла (порт.-браз. Lukas Pivetta Brambilla; нар. 4 січня 1995, Кашіас-ду-Сул, Бразилія) — бразильський футболіст, півзахисник кіпріотського клубу «Докса Катокопіас».

## Життєпис
Народився в місті Кашіас-ду-Сул. Вихованець молодіжних академій клубів «Жувентуде», «Наутіко» та «Ігреджинья». Дорослу футбольну кар'єру розпочав у нижчоліговому бразильському клубі «Гуарані» (Баже).
Наприкінці серпня 2017 року підписав контракт з молодіжненською «Кримтеплицею», у команді обрав футболку з 17-м номером. У Прем'єр-лізі Криму зіграв 13 матчів, в яких відзначився 2-а голами. Потім виїхав до Фінляндії, де грав за клуб «Каяані» з однойменного міста, який виступав у Юккьонені. Другу частину сезону 2018/19 років провів у нижчоліговому грецькому клубі «Аполлон» (Ларисса). Напередодні старту наступного сезону перебрався на Кіпр, де підсилив «Докса Катокопіас».

## Статистика виступів

### Клубна
| Клуб                      | Сезон             | Ліга                  | Ліга  | Ліга | Кубок | Кубок | Континентальні | Континентальні | Інші  | Інші | Загалом | Загалом |
| Клуб                      | Сезон             | Дивізіон              | Матчі | Голи | Матчі | Голи  | Матчі          | Голи           | Матчі | Голи | Матчі   | Голи    |
| ------------------------- | ----------------- | --------------------- | ----- | ---- | ----- | ----- | -------------- | -------------- | ----- | ---- | ------- | ------- |
| «Гуарані» (Баже)          | 2017              | –                     | –     | –    | 0     | 0     | –              | –              | 12    | 1    | 12      | 1       |
| «Кримтеплиця» (Молодіжне) | 2017-2018         | Прем'єр-ліга Криму    | 13    | 2    | 3     | 1     | –              | –              | 0     | 0    | 16      | 3       |
| «Каяані»                  | 2018              | Юккьонен              | 17    | 2    | 1     | 0     | –              | –              | 0     | 0    | 18      | 2       |
| «Аполлон» (Ларисса)       | 2018–19           | Футбольна ліга        | 15    | 6    | 0     | 0     | –              | –              | 0     | 0    | 15      | 6       |
| «Докса Катокопіас»        | 2019–20           | Перший дивізіон Кіпру | 9     | 0    | 0     | 0     | –              | –              | 0     | 0    | 9       | 0       |
| Усього за кар'єру         | Усього за кар'єру | Усього за кар'єру     | 54    | 10   | 4     | 1     | 0              | 0              | 12    | 1    | 70      | 12      |

Примітки
1. ↑  Матчі в Лігі Гаушу
2. ↑  Матчів в Кубку КФУ
3. ↑  Матчі в Кубку Фінляндії